# Schronisko przy Stacji Kolejowej Rabsztyn
Schronisko przy Stacji Kolejowej Rabsztyn – schronisko w rezerwacie przyrody Pazurek na Wyżynie Olkuskiej będącej częścią Wyżynie Krakowsko-Częstochowskiej. Wbrew swojej nazwie nie znajduje się przy stacji kolejowej Rabsztyn, lecz w Zubowych Skałach w pobliżu kolonii Pazurek w województwie małopolskim, w powiecie olkuskim, w gminie Olkusz.

## Opis obiektu
Jest to schronisko w jednej z wyżej położonych Zubowych Skał. Powstało na pionowej szczelinie, w której znajdują się zaklinowane głazy. Schronisko ma rozwinięcie pionowe. Ze szczeliny za otworem można przejść w górę, ale miejscami wymaga to zapieraczki. Górą szczelina wychodzi na zewnątrz oknami skalnymi.
Schronisko jest przewiewne, suche, w głębi ciemne. Jego namulisko tworzy skalny gruz i próchnica. Przy otworach rozwijają się mchy, wewnątrz obserwowano pajęczaki.
Jaskinię po raz pierwszy opisał Kazimierz Kowalski w 1951 r. Podczas jej zwiedzania znalazł w niej liczne nietoperze. W 1990 r. M. Szelerewicz opracował jej dokumentację dla Zarządu Zespołu Jurajskich Parków Krajobrazowych. Plan jaskini i przekrój opracował A. Górny.
Schronisko znajduje się w rezerwacie przyrody i nie jest udostępniona do zwiedzania. 

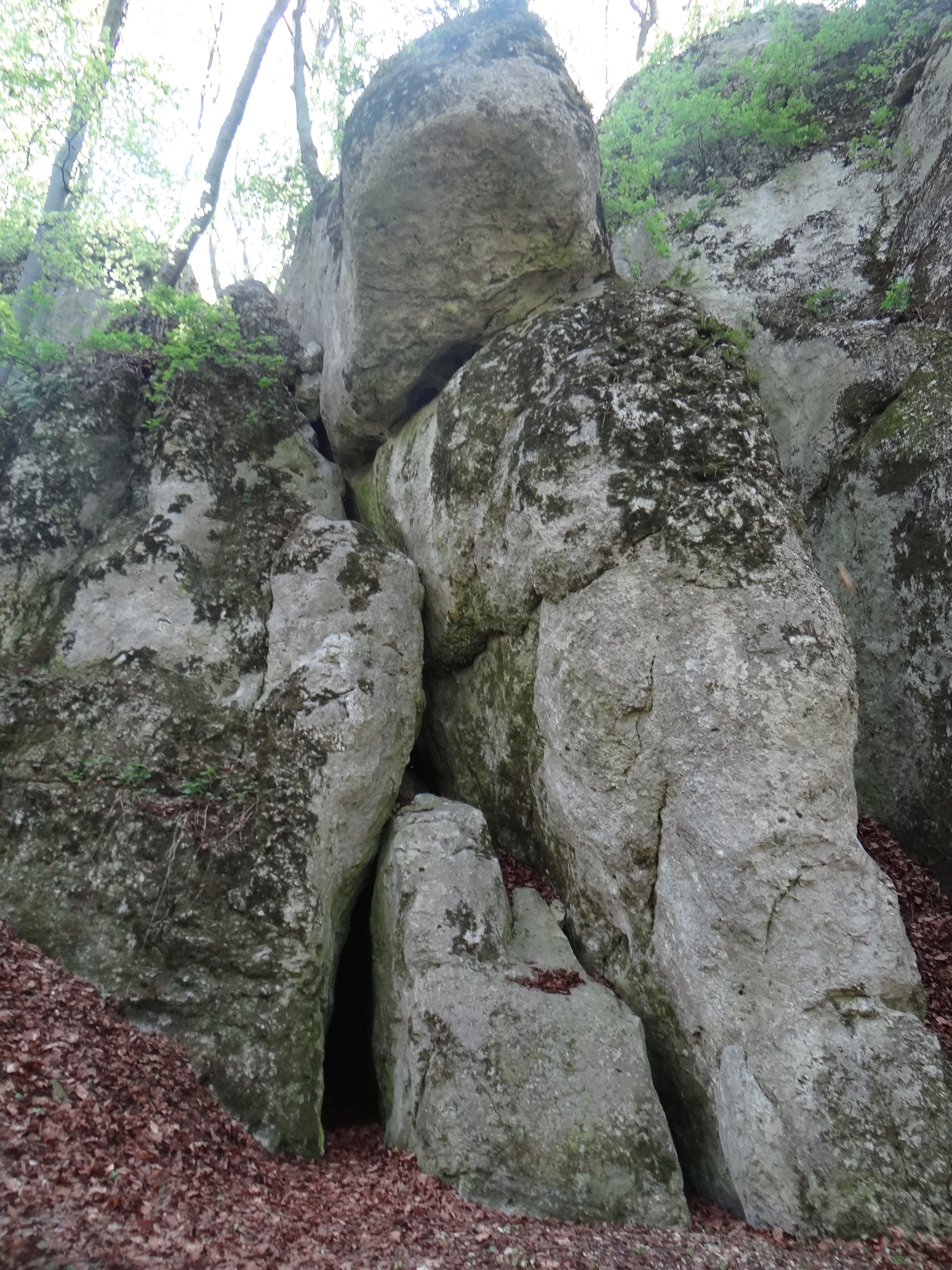
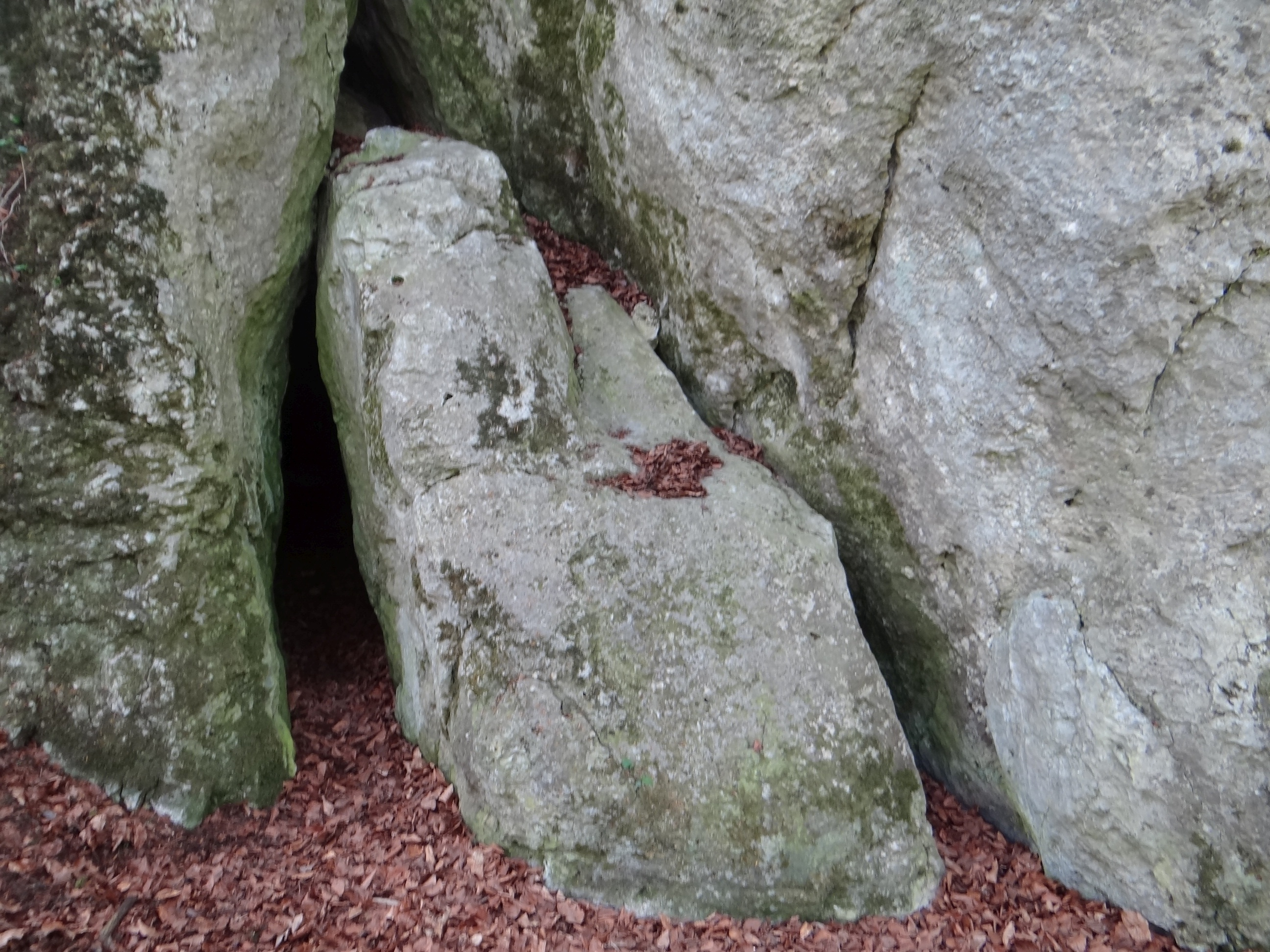
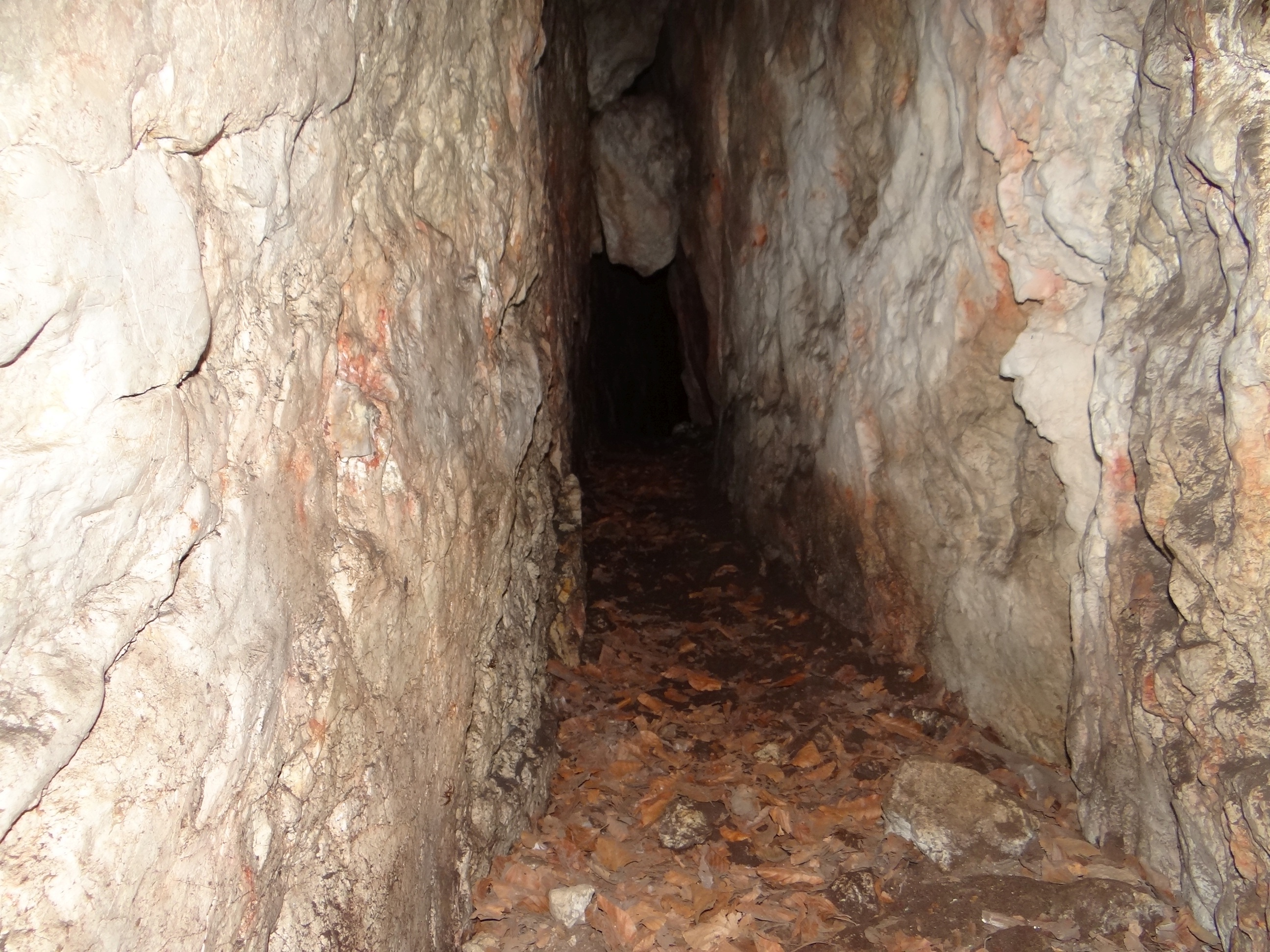
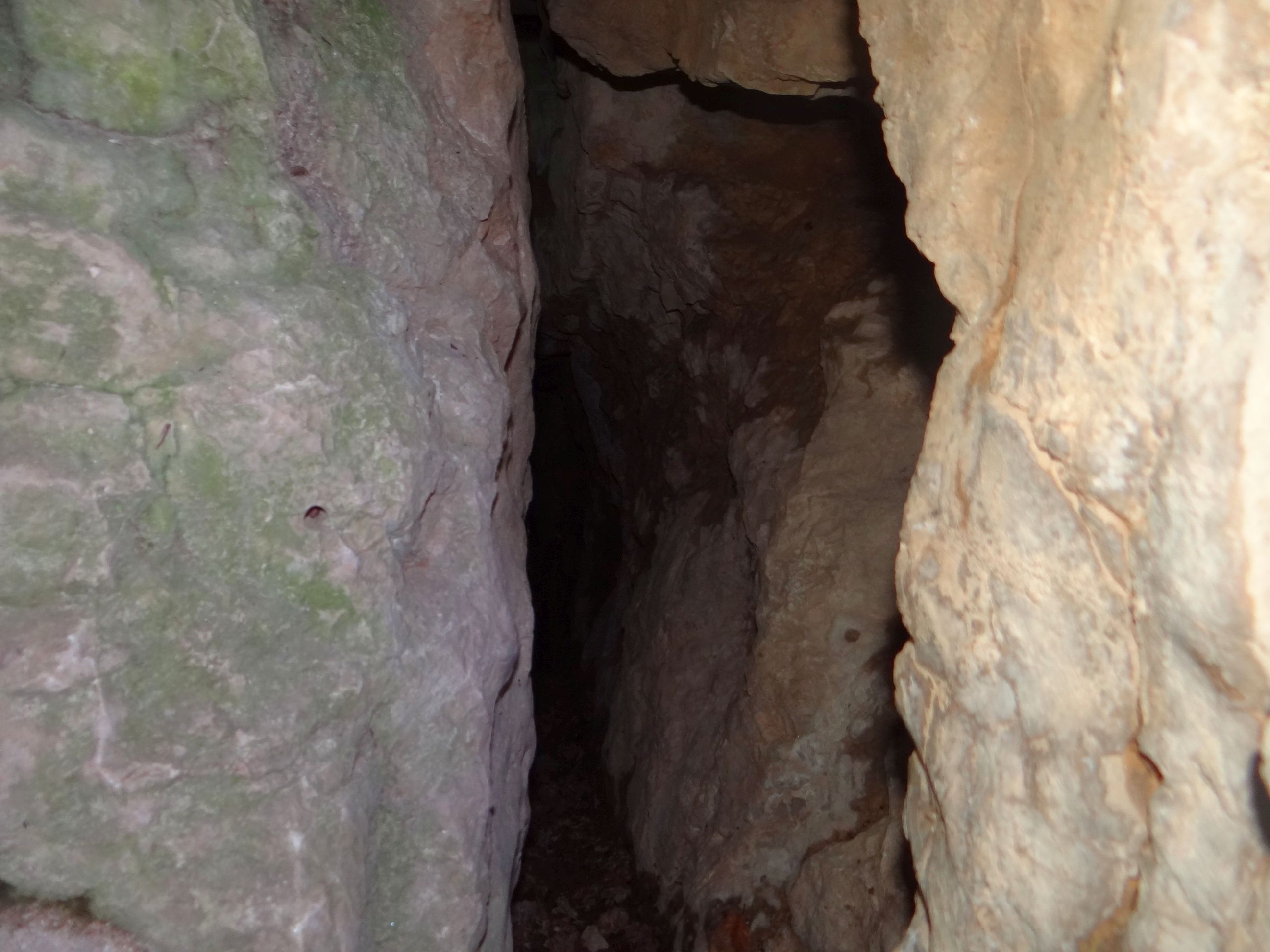